# Zaječar (stad)

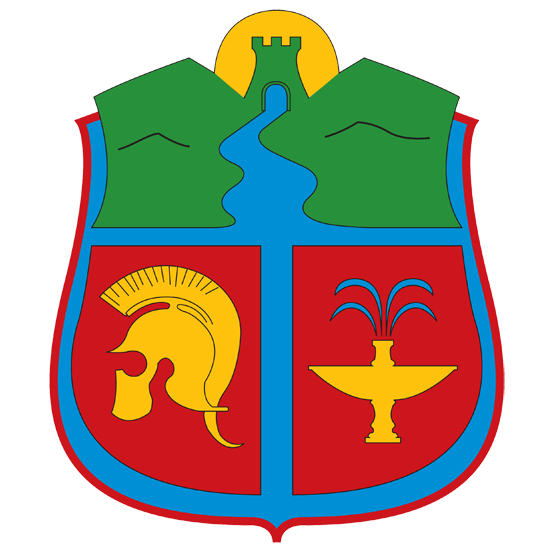

Zaječar (Servisch: Зајечар) is een stad gelegen in het district Zaječar in Centraal-Servië. In 2002 telde de stad 39.491 inwoners.

## Plaatsen in de gemeente Zaječar
| - Borovac - Brusnik - Čokonjar - Dubočane - Gamzigrad - Glogovica - Gornja Bela Reka - Gradskovo - Grliste - Grljan - Halovo | - Jelašnica - Klenovac - Koprivnica - Lasovo - Lenovac - Leskovac - Lubnica - Mala Jasikova - Mali Izvor - Mali Jasenovac - Marinovac | - Metriš - Nikoličevo - Planinica - Prlita - Rgotina - Selačka - Šipikovo - Šljivar - Tabakovac - Trnavac | - Velika Jasikova - Veliki Izvor - Veliki Jasenovac - Vražogrnac - Vratarnica - Vrbica - Zagrađe - Zaječar - Zvezdan |